# Mnemosyne hirata
Mnemosyne hirata är en insektsart som beskrevs av Melichar 1904. Mnemosyne hirata ingår i släktet Mnemosyne och familjen kilstritar. Inga underarter finns listade i Catalogue of Life.